# تيو إيدو
تيو إيدو (بالإسبانية: Teo Edo Farré)‏ (مواليد 2 ديسمبر 1979) هو سبّاح إسباني، مثّل بلاده في الألعاب الأولمبية الصيفية 2000.

## روابط خارجية
تيو إيدو على موقع الاتحاد الدولي للسباحة (الإنجليزية)
- تيو إيدو على موقع اللجنة الأولمبية الدولية (الإنجليزية)
- تيو إيدو على موقع أوليمبيديا (الإنجليزية)